# Mai Sơn, Yên Mô
Mai Sơn là một xã nằm ở phía bắc huyện Yên Mô, tỉnh Ninh Bình, Việt Nam.

## Địa lý
Xã Mai Sơn nằm ở phía bắc huyện Yên Mô, nằm cách trung tâm thành phố Ninh Bình 10 km, có vị trí địa lý:
- Phía đông giáp xã Khánh Thượng
- Phía nam giáp xã Yên Thắng
- Phía tây giáp thành phố Tam Điệp và huyện Hoa Lư
- Phía bắc giáp huyện Hoa Lư.

Xã Mai Sơn có diện tích là 4,33 km², dân số năm 2019 là 4.290 người, mật độ dân số đạt 991 người/km².

## Giao thông
Đây là một xã có đường Quốc lộ 1, đường cao tốc Cao Bồ – Mai Sơn và đường cao tốc Mai Sơn – Quốc lộ 45 đi qua. Xã này cũng có Quốc lộ 12B (tỉnh lộ 480 cũ) nối từ  Quốc lộ 1 tại Mai Sơn qua thị trấn Yên Thịnh đến Quốc lộ 10 tại Lai Thành.